# NGC 5971
NGC 5971 (другие обозначения — UGC 9929, MCG 9-26-2, ZWG 297.19, PGC 55529) — спиральная галактика (Sa) в созвездии Дракон.
Этот объект входит в число перечисленных в оригинальной редакции «Нового общего каталога».